# Guldrupe kyrka
Guldrupe kyrka är en kyrkobyggnad i Guldrupe socken mitt på Gotland. Kyrkan tillhör Vänge församling i Visby stift.

## Kyrkobyggnaden
Nuvarande kyrka är murad av huggen oputsad kalksten och består av ett rektangulärt långhus. Vid dess östra sida finns ett rektangulärt kor som är högre och bredare än långhuset. Norr om koret finns en vidbyggd sakristia. Vid långhusets västra sida finns ett kyrktorn vars höga pyramidtak har en konstruktionen som till stor del är ursprunglig. På dess stockar finns inhuggna runor till ledning för tornbyggarna. Utmed långhusets takfot finns medeltida repstavsornerade hammarband bevarade.

### Tillkomst och ombyggnader
I Gotlands Fornsal förvaras ett par ekplankor med drakornament som troligen härrör från en tidigare träkyrka i Guldrupe. Nuvarande kyrkas långhus uppfördes vid senare delen av 1100-talet. Samtidigt uppfördes ett mindre torn och ett mindre kor som numera är rivna. Under första hälften av 1200-talet tillfogades nuvarande kyrktorn och samtidigt gjordes en öppning i västra väggen som dekorerades i rött och grått. Dessa dekorationer är kyrkans enda målningar från medeltiden. Vid slutet av 1200-talet tillkom nuvarande gotiska kor med sakristia. Planer fanns att ersätta nuvarande långhus med ett större, i gotisk stil, men planerna förverkligades aldrig. Långhuset har en rundbågig portal som är ursprunglig. Fönstren i medeltida stil är dock från 1865. Från början hade långhuset en öppen takstol, men denna täcks numera av ett plant innertak. Tornkammare, långhus och kor binds samman av spetsbågiga, vida muröppningar. Koret täcks av ett tältvalv och har en trefönstergrupp i östra väggen. Sakristians portal har troligen övertagits från det äldre koret. En restaurering genomfördes åren 1964–1965, under ledning av arkitekt Olle Karth. Bland annat höjdes innertaket, som tidigare hade skurit av triumfbågen.

## Inventarier
- I tornkammaren står dopfunten av sten som höggs av Byzantios på 1100-talet.
- Predikstolen är från 1600-talet och köptes in 1776 från Vänge kyrka.
- En bild av S:t Olof är gjord på 1200-talet och finns på ett medeltida sidoaltare i långhusets sydöstra hörn.
- Nuvarande bänkinredning är från 1700-talet och har målats om 1965.

### Orgel
- 1883 byggde Olof Niclas Lindqvist, Visby, en orgel med 3 stämmor.
- Orgeln är byggd 1969 Andreas Thulesius, Klintehamn. Den är mekanisk

| Manual            | Pedal      | Koppel  |
| Gedackt 8’        | Subbas 16' | Man/Ped |
| Principal 4’      |            |         |
| Rörflöjt 4’       |            |         |
| Oktava 2'         |            |         |
| Crescendosvällare |            |         |

## Bildgalleri

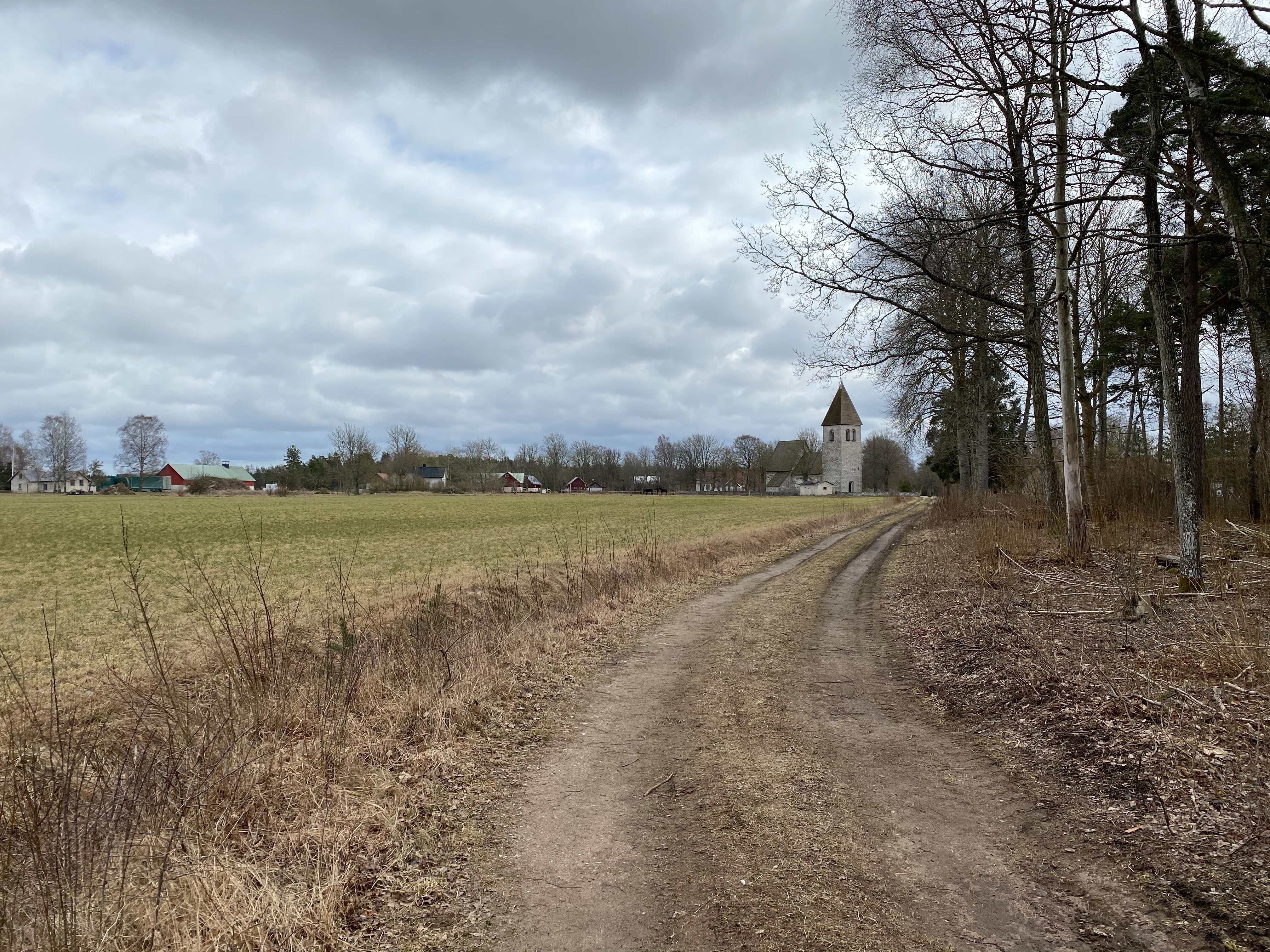
Guldrupe kyrka i landskapet.
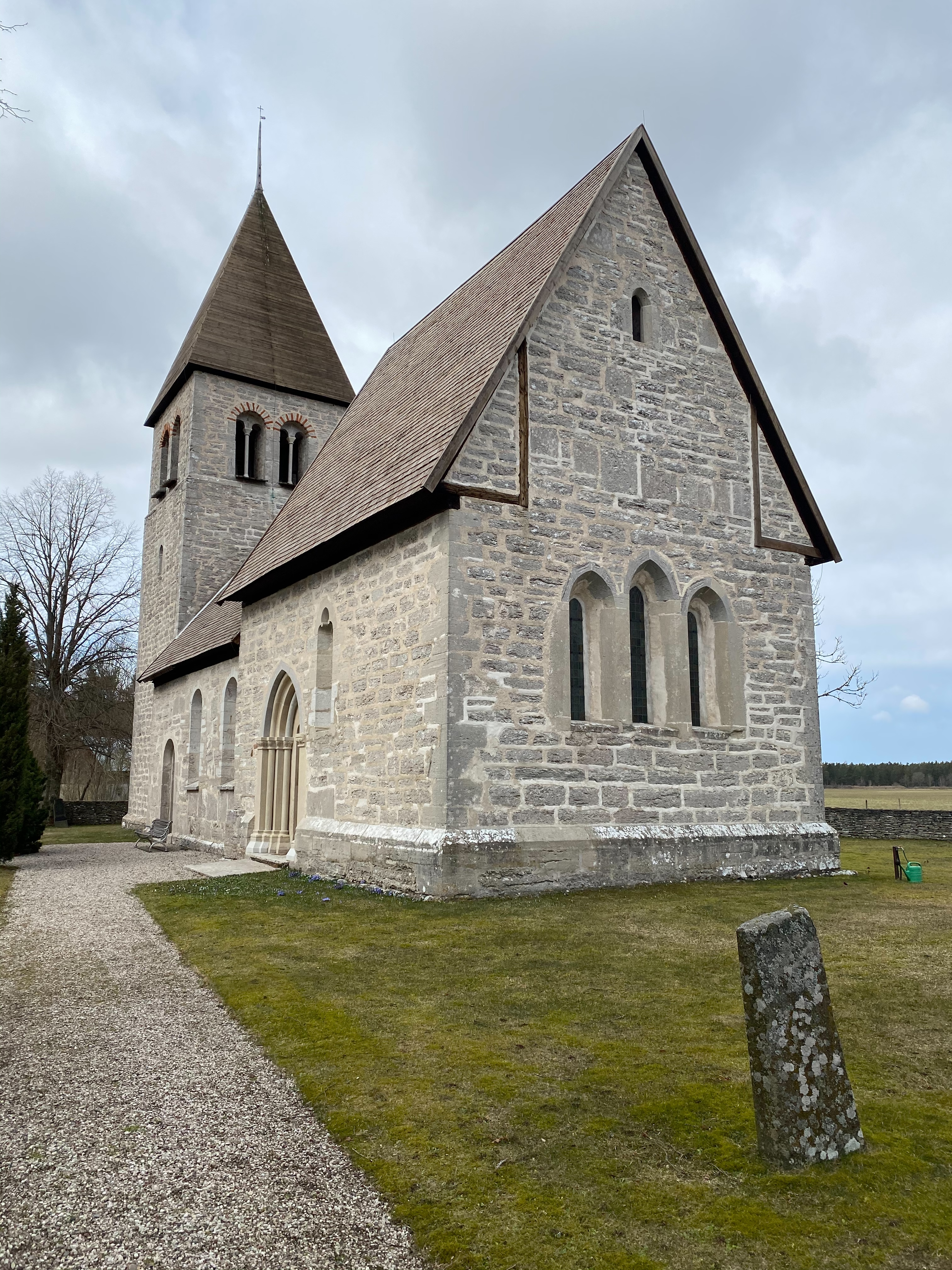
Kyrkan från sydöst.
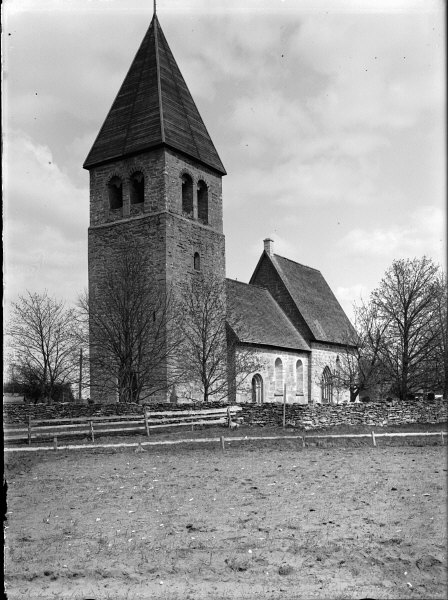
Guldrupe kyrka från sydväst 1928.

### Webbkällor
- byggnadspresentation
- anläggningspresentation
- guteinfo.com: Guldrupe kyrka
- Orgelanders